# 대한민국 국회사무처
국회사무처(國會事務處)는 대한민국 국회의 입법·예산결산심사등의 활동을 지원하고 행정사무를 처리하는 기관이다. 서울특별시 영등포구 의사당대로 1 국회의사당에 위치하며, 사무총장은 장관급 정무직공무원으로, 차장은 차관급 정무직공무원으로 보한다.

## 설치 근거 및 소관 업무

### 설치 근거
- 「국회법」 제21조제1항[1]

### 소관 업무
- 법률안, 청원등의 접수·처리
- 국회의 법안심사, 예산결산심사, 국정감사 및 조사, 국가정책평가등의 지원
- 국회의 본회의 및 위원회회의에 관한 지원
- 국회의원의 의정활동지원
- 국회의 의사중계방송 및 홍보
- 국회의 의원외교활동지원
- 국회소속공무원에 대한 교육훈련과 의회제도 및 운영에 관한 연수
- 국회의 청사관리·경비 및 후생
- 국회의 직장민방위대 및 직장예비군의 편성·운영과 비상대비업무
- 「국가공무원법」·「국가재정법」·「국유재산법」 기타 다른 법령의 규정에 의하여 사무처 또는 사무총장의 권한에 속하는 사항
- 감사업무 기타 의장이 필요하다고 인정하여 지정하는 사항

## 연혁
- 1948년 10월 2일: 국회사무처 설치.[2]
- 1960년 9월 26일: 참의원과 민의원에 각각 사무처를 설치.[3]
- 1963년 11월 26일: 국회사무처로 통합.[4]
- 1981년 1월 29일: 국회도서관을 소속기관으로 흡수.[5]
- 1988년 12월 29일: 국회도서관을 분리.[6]

## 조직
- 국회의장비서실과 대변인실은 사무총장 직속기구는 아니지만 사무처 소속이다.

### 총장
문화소통기획관실
- 문화소통담당관실[8]
- 참관전시담당관실[8]

공보기획실
- 공보담당관실[8]

감사관실
- 감사담당관실[8]
- 윤리심사자문담당관실[8]
- 국회인권센터장

| 경호기획관실 - 의회경호담당관실 - 의회방호담당관실 국회민원지원센터 법제실 - 정치행정법제심의관실 - 경제산업법제심의관실 - 사회문화법심의관실 - 법제총괄과 - 사법법제과 - 행정법제과 - 교육과학기술문화법제과 - 복지여성법제과 - 정무환경법제과 - 재정법제과 - 산업농해양법제과 - 국토교통법제과 - 법제연구분석과 의사국 - 인사과 - 의안과 - 의정기록심의관실 - 의정기록제1과 - 의정기록제2과 방송국 - 기획편성과 - 방송제작과 - 방송기술과 | - 인사과 - 운영지원과 기획조정실 - 기획예산담당관실 - 행정법무담당관실 - 디지털정책담당관실 - 디지털운영담당관실 - 비상계획담당관실 국제국 - 의전외교총괄과 - 의회외교정책심의관실 - 국제회의과 - 아시아태평양과 - 유럽아프리카과 관리국 - 시설관리심의관실 - 관리과 - 시설과 - 설비과 의정연수원 - 교육훈련과 - 의정연수과 - 고성분원 - 교수 국회세종의사당추진단 - 국회세종의사당추진담당관실 |

## 정원
국회사무처에 두는 공무원의 정원은 다음과 같다.
| 총계      | 총계                        | 3,483명 |
| --------- | --------------------------- | ------- |
| 정무직 계 | 정무직 계                   | 4명     |
|           | 총장                        | 1명     |
|           | 차장                        | 2명     |
|           | 비서실장                    | 1명     |
|           |                             |         |
| 별정직 계 | 별정직 계                   | 2,221명 |
|           | 1급 상당 이하 2급 상당 이상 | 31명    |
|           | 3급 상당 이하 5급 상당 이상 | 1,213명 |
|           | 6급 상당 이하               | 977명   |
|           |                             |         |
| 일반직 계 | 일반직 계                   | 1,258명 |
|           | 1급 이하 2급 이상           | 43명    |
|           | 3급 이하 5급 이상           | 367명   |
|           | 6급 이하                    | 848명   |

## 같이 보기
- 사무총장
- 차장
- 국회의장비서실장